# Harry Bradshaw (Fußballtrainer)
Henry „Harry“ Bradshaw (* 2. Quartal 1853 in Burnley, England; † September 1924 in Wandsworth, London) war ein englischer Fußballtrainer und -funktionär.
Obwohl Bradshaw selbst nie professionell Fußball gespielt hatte, übernahm er 1891 den Geschäftsführerposten beim FC Burnley, ehe er zwei Jahre später Präsident des Vereins wurde. 1896 wurde er dann Trainer der Mannschaft, stieg jedoch in seiner ersten Saison als Verantwortlicher als Tabellenletzter aus der First Division ab, nachdem man in den Relegationsspielen (Test Matches) nicht überzeugen konnte. Bereits in der nachfolgenden Saison gelang der Wiederaufstieg und anschließend der dritte Platz in der ersten Liga.
1899 wechselte Bradshaw zu Woolwich Arsenal, wie seinerzeit der FC Arsenal hieß. Mit dem Zweitligisten erreichte er zunächst zwar vordere Plätze, der Aufstieg gelang jedoch erst 1904. Allerdings verließ er im gleichen Jahr den Verein, um sich dem FC Fulham anzuschließen.
Bradshaw wurde erster hauptamtlicher Trainer in der Geschichte des FC Fulham. Er führte den Verein 1907 aus der Southern League in die Football League Second Division. Dort wurde man in der ersten Saison 14. und erreichte das Halbfinale im FA Cup. Als Aufstiegsfavorit in die folgende Saison gestartet, landete man am Ende auf Platz 10 und der auslaufende Vertrag Bradshaws wurde nicht verlängert.
Bradshaw wechselte daraufhin zur Southern League als Geschäftsführer. Diesen Posten füllte er bis 1921 aus, als er in den Ruhestand ging.
Bradshaws Sohn Joe spielte unter seinem Vater bei Arsenal und wurde selbst später Trainer beim FC Fulham.
| Personendaten    | Personendaten                             |
| ---------------- | ----------------------------------------- |
| NAME             | Bradshaw, Harry                           |
| ALTERNATIVNAMEN  | Bradshaw, Henry                           |
| KURZBESCHREIBUNG | englischer Fußballtrainer und -funktionär |
| GEBURTSDATUM     | zwischen April 1853 und Juni 1853         |
| GEBURTSORT       | Burnley, England                          |
| STERBEDATUM      | September 1924                            |
| STERBEORT        | Wandsworth, London, England               |